# État islamique au Khorassan
L’État islamique au Khorassan (EI-K) — selon son titre complet l’État islamique - Province de Khorassan (ISIL-KP ou ISKP en anglais ; arabe : الدولة الإسلامية في العراق والشام – ولاية خراسان, ad-dawla al-islāmiyya fi-l-ʿirāq wa-š-šām – wilāya ḫorāsān) — est une branche de l'État islamique, active en Asie centrale et en Asie du Sud. Pour se référer à ce groupe, certains médias utilisent également les acronymes ISK, ISISK, ISKP, ISIS-K, ou Daech-Khorassan.

## Création
Le 7 juillet 2014, le Mouvement pour le Califat et le Jihad, basé au Pakistan, se rallie à l'EI, suivi par le bataillon al-Tawheed en Afghanistan en septembre 2014 et la Brigade de l'Islam dans le Khorassan, en Afghanistan,.
Le 4 octobre 2014, le Tehrik-e-Taliban Pakistan (TTP) annonce apporter son soutien à l'État islamique, indiquant qu'ils allaient leur « fournir des moudjahidines ». Le TTP appelle également les autres groupes djihadistes à mettre de côté leurs rivalités et à s'unir. Des dissidences du TTP comme le Jamaat-ul-Ahrar et le Tehreek-e-Khilafat apportent également leur soutien à l'EI. Ces groupes appellent aussi à la réconciliation entre l'État islamique et Al-Qaïda,,.
En octobre 2014, six chefs du TTP font allégeance à l'État islamique, dont Abou Omar Maqbool, dit Shahidullah Shahid, porte-parole du TTP, qui est aussitôt destitué,. Le 10 janvier 2015, dix commandants talibans pakistanais et afghans annoncent ou renouvellent leur allégeance à l'EI.
A la fin du mois de janvier 2015, l'État islamique annonce officiellement la création de la province  (wilaya) du Khorassan. La région du Khorasan comprend non seulement la région afghano-pakistanaise, mais s’étend également à certaines parties de l’Iran, de l’Asie centrale et de la Chine.

## Actions en Afghanistan
Cette filiale de l'EI, bien qu'encore embryonnaire, rencontre l'hostilité des talibans afghans. Ces derniers, le 16 juin 2015, écrivent une lettre à Abou Bakr al-Baghdadi pour lui demander de cesser ses « ingérences » en Afghanistan, où des combats ont opposé les deux groupes en certaines occasions,. En se proclamant « émir des croyants », Abou Bakr al-Baghdadi est entré en concurrence avec Haibatullah Akhundzada, également considéré comme tel par les talibans et Al-Qaïda,.
L'État islamique parvient à s'implanter dans la province de Kounar et surtout dans la province de Nangarhar qui devient son principal bastion. En revanche, les combattants de l'EI en Afghanistan sont rapidement écrasés par les talibans dans les provinces de Farah, Logar et Zabol. Beaucoup d'entre eux sont faits prisonniers et exécutés en novembre 2015. À l'été 2018, les talibans détruisent les forces de l'État islamique dans la province de Djozdjan, au nord du pays, lors de la bataille de Darzab,. Enfin, après plusieurs mois de rudes combats marqués par des offensives talibanes et gouvernementales, des frappes américaines et des soulèvements populaires, l'État islamique perd la majorité de son territoire dans la province de Nangarhar en novembre 2019, puis dans la province de Kounar en mars 2020, qui passent sous le contrôle des talibans. Désormais dépourvu de bases territoriales, l'État islamique intensifie son terrorisme urbain, en ciblant principalement les forces gouvernementales et les Hazaras,.
Ses principales cellules se situent alors à Jalalabad, Kaboul, Hérat, Kondoz, Parwan et Aibak. Entre le 1er janvier et le 11 août 2021, l'État islamique en Afghanistan commet plus de 216 attaques, contre 34 en 2020 sur la même période. Selon un rapport de l'ONU de 2021, l'État islamique est responsable de la mort de 2 500 membres de l'armée afghane et de 600 civils, en majorité issus de minorité religieuse, le tout en 12 mois.et plusieurs attentats,,,,.
Selon un rapport annuel de l'ONU publié en février 2022, l'État islamique a pu se reconstituer une force de frappe grâce au retrait américain d'Afghanistan et la prise du pouvoir par les talibans en août 2021. Les djihadistes de l'État islamique ont pu reprendre un territoire limité dans l'est de l'Afghanistan, en particulier dans la province de Kunar et Nangarhar. À Kaboul, les cellules de l'État islamique attaquent régulièrement les minorités religieuses et les forces talibanes. Les djihadistes de l'État islamique ont pu s'implanter dans le nord de l'Afghanistan. Depuis la chute du régime afghan fin août 2021, et la prise de contrôle du pays par les talibans, l'État islamique commet entre septembre et décembre 2021 au moins 119 attaques en Afghanistan, dont 96 qui ciblent des responsables et des combattants talibans. Les attaques comprennent principalement des raids contre des positions talibanes, des embuscades, et des assassinats.
Le groupe islamiste se sert également de l'Afghanistan comme base arrière pour attaquer les pays voisins. Le 7 mai 2022, le groupe tire 7 roquettes contre une position de l'armée tadjike à partir de la province de Takhar en Afghanistan. Le 18 avril 2022, le groupe tire également 10 roquettes contre une position de l'armée ouzbèke à partir du sol afghan. Le groupe menaçait déjà depuis plusieurs semaines les régimes de la région. Le 3 mai 2022, la branche médiatique de l'ISKP menace d'attaquer la Russie ainsi que ses mandataires en Asie centrale, à savoir l'Ouzbékistan, le Kazakhstan, le Turkménistan, le Kirghizistan et le Tadjikistan. Dans une autre publication, le groupe rappelle aussi que l'État islamique usera de son influence dans la région afin de frapper l'Iran, la Chine et l'Ouzbékistan. Il menace également l'Ukraine.
Le 5 septembre 2022, il mène un attentat contre l'ambassade de Russie à Kaboul.

## Actions au Pakistan
Au Pakistan, l'EI-K entretient des liens étroits avec Lashkar-e-Jhangvi (LeJ) et le Jamaat-ul-Ahrar (JuA) qui apportent un soutien opérationnel important.
De façon générale, au moins jusqu'en 2018, l’EI-K a été beaucoup plus actif et meurtrier en Afghanistan qu’au Pakistan (rapport du simple au double des attaques et du nombre de tués). Toutefois, en juillet 2018, l’EI-K a été responsable de la deuxième attaque terroriste la plus meurtrière dans l’histoire du Pakistan avec une attaque-suicide sur un rassemblement de campagne électorale au Baloutchistan qui tue 149 personnes.

## Actions à l'étranger
Le 3 janvier 2024, deux candidats au suicide se font exploser sur la route commémorative de l'assassinat de Qassem Soleimani dans la ville de Kerman, en Iran, tuant 84 personnes et en blessant 284 autres. L’attentat de Kerman est l'attaque terroriste la plus meurtrière en Iran depuis la Révolution iranienne.
Le 22 mars 2024, juste avant un concert prévu au Crocus City Hall de Krasnogorsk dans la banlieue nord-ouest de Moscou, et alors que les spectateurs prennent place dans la salle peu avant 20 heures, heure locale, un attentat terroriste rapidement revendiqué par l'État islamique au Khorassan fait 143 morts et plus de 130 blessés, dont cent en réanimation.

## Organisation

### Commandement
Hafez Saïd Khan, ancien cadre du TTP, est le premier chef de l'État islamique en Afghanistan et au Pakistan. Il est tué par un tir de drone américain le 26 juillet 2016, dans le district d'Achin, dans la province de Nangarhar,. (La mort d'Hafez Saïd Khan avait été annoncée par erreur par les autorités afghanes en juillet 2015,,.)
Son successeur, Abdul Hasib, est tué vers fin avril 2017 lors d'un raid mené par les forces américaines et afghanes dans la province de Nangarhar. Deux rangers américains et 35 djihadistes trouvent la mort lors de cette opération.
Le 11 juillet 2017, le troisième chef de l'EI en Afghanistan, Abou Sayed, est tué par une frappe américaine contre son QG dans la province de Kounar. Zia ul-Haq, dit Abou Omar Khorasani, devient le nouveau chef régional de l'EI mais il est remplacé en avril 2019 par Abdullah Orakzai, dit Aslam Farooqi, à cause de ses échecs opérationnels fin 2018 dans l'est de la province de Nangarhar. Aslam Farooqi est cependant arrêté en avril 2020, puis libéré lors de la prise de l'Afghanistan par les talibans et Abou Omar Khorasani reprend la tête de la branche afghane de l'EI, avant d'être arrêté à son tour à Kaboul, un mois plus tard. En août 2021, Abou Omar Khorasani est exécuté par les talibans quand ces derniers s'emparent de la prison de Pul-e-Charkhi,. Shahab al-Muhajir devient le nouveau chef de l'EI à partir de juin 2020,.
Le 7 février 2022, les États-Unis ont déclaré avoir mis une prime de 10 millions de dollars sur la tête du chef de l'État islamique en Afghanistan. Cette importante prime montre l'intérêt que portent les États-Unis au docteur Shabab Al-Muhajir. Pour comparaison, le calife de l'État islamique, Abou Ibrahim al-Hachimi al-Qourachi, ou encore, le chef du réseau Haqqani, Sirajuddin Haqqani, ont également le même montant sur la tête.
Les États-Unis accusent entre autres Sanaullah Ghafari, alias Shabab Al-Muhajir, d'avoir réorganisé la province afghane de l'État islamique au moment où cette province était en grande difficulté, et d'avoir orchestré de nombreuses attaques, dont l'attentat de l'aéroport de Kaboul, causant la mort de 13 soldats américains.
Le gouvernement taliban indique avoir éliminé Qari Fateh, « chef du renseignement et des opérations » de l'État islamique au Khorassan, lors d'une opération à Kaboul le 26 février 2023.

### Effectifs
En septembre 2015, un rapport de l'ONU estime qu'environ 10 % des insurgés afghans ont prêté allégeance à l'EI. Des groupes ayant fait allégeance à l’EI ou qui s’en déclarent proches ont été signalés dans 25 des 34 provinces du pays. Début 2016, l'armée américaine estime que l'EI compte entre 1 000  et   3 000 combattants en Afghanistan. En mai 2021, un rapport de l'ONU fait état de 2 200 hommes. En août 2021, The Washington Post évalue les effectifs de l'EI de 4 000  à   5 000.
Selon un rapport de l'ONU publié en février 2022, l'État islamique a pu grâce au retour des talibans au pouvoir, se renforcer considérablement en Afghanistan. Les forces de l'État islamique sont estimées à au moins 4 000 membres. En 2021, l'ONU avait estimé les forces de l'État islamique en Afghanistan à 2 200 hommes.

### Nom et action des pays voisins
Le nom de cette branche de l’organisation État islamique vient d’une région historique iranienne s’étendant de la mer Caspienne à l’Indus. Avec le retrait des forces américaines en Afghanistan, l’Iran redoutant un accroissement de l’instabilité dans sa zone orientale propose, à travers son ministre des affaires étrangères Javad Zarif, le déploiement de la division des Fatimides composée principalement d’Hazaras pour lutter contre l’EI-K,.